# Piet Finné
Pierre (Piet) Finné, né le 13 février 1892 à Schaerbeek et décédé le 31 mai 1969  à Saint-Gilles (Bruxelles) fut un homme politique nationaliste flamand, membre et 'gouwleider' du VNV pour le Brabant.
Il fut rédacteur (1927-1935) des périodiques Nieuw-Brabant et Ons Vaderland.
Il fut élu conseiller communal (1938-) d'Evere et échevin (1942-44) du Grand-Bruxelles. Suppléant de Rik Borginon en 1932, il lui succéda à la Chambre pour les mois d'avril et mai 1936, lorsque celui-ci démissionna. Puis il fut élu sénateur pour l'arrondissement de Bruxelles (1936-45).
Après l'occupation il fut arrêté comme collaborateur et condamné à 20 ans de réclusion. Il vécut le restant de ses jours dans l'anonymat.

## Sources
- Bio sur ODIS